# Maxwell Cabelino Andrade
Maxwell Scherrer Cabelino Andrade, mest känd som bara Maxwell, född 27 augusti 1981 i Vila Velha, Cachoeiro de Itapemirim, är en brasiliansk före detta fotbollsspelare som senast spelade för den franska klubben Paris Saint-Germain. 
Då han avslutade sin aktiva karriär i maj 2017 var Maxwell med sina 37 vunna titlar den mest dekorerade spelaren i europeisk klubbfotboll.

## Klubbkarriär
Han startade sin karriär i Cruzeiro EC i Brasilien år 2000, men flyttade snart till Europa och AFC Ajax där han spelade i över fyra år. Från januari 2006 spelade han i Inter i den italienska ligan. I juli 2009 gick Maxwell till den spanska storklubben FC Barcelona för en initial kostnad om 5,5 miljoner euro. Flytten till la liga hade mycket att göra med att han tappat sin ordinarie plats i backlinjen. Detta till förmån för italienaren Davide Santon. Maxwell gjorde sin debut i Barcelonatröjan den 2 augusti mot Los Angeles Galaxy. Han gjorde en riktigt bra match och blev hyllad av Josep Guardiola och Dani Alves. Den 11 januari 2012 skrev Maxwell kontrakt med franska PSG och flyttade från Barcelona. Han representerade PSG i fem och ett halvt år, varefter han i maj 2017 avslutade sin aktiva karriär.

## Meriter

### Ajax
- Nederländsk mästare: 2002, 2004
- Nederländsk cupmästare: 2002, 2006
- Nederländsk supercupvinnare: 2002, 2003, 2006

### Inter
- Italiensk mästare:  2007, 2008, 2009
- Italiensk supercupvinnare: 2006, 2008

### FC Barcelona
- La Liga: 2009/2010, 2010/2011
- UEFA Champions League: 2010/2011
- Spanska supercupen: 2009/2010, 2010/2011
- UEFA Super Cup: 2009, 2011
- VM för klubblag: 2009, 2011

### Paris Saint-Germain
- Ligue 1: 2012/2013, 2013/2014, 2014/2015, 2015/2016
- Coupe de France: 2014/2015, 2015/2016, 2016/2017
- Coupe de la Ligue: 2013/2014, 2014/2015, 2015/2016, 2016/2017
- Trophée des Champions: 2013, 2014, 2015, 2016

### Individuellt
- Årets spelare i Nederländerna: 2004

## Privatliv
Maxwell är en av Zlatan Ibrahimović bästa vänner. De har spelat tillsammans i Ajax, Inter, Barcelona and Paris Saint-Germain. Det finns flera anekdoter om Maxwell i Ibrahimović självbiografi Jag är Zlatan Ibrahimović.